# My Name (phim truyền hình)
My Name (tiếng Hàn: 마이 네임; Romaja: Mai Neim) là một bộ phim truyền hình trực tuyến của Hàn Quốc do Kim Ji-min đảm nhiệm vai trò đạo diễn, cùng với các diễn viên Han So-hee, Park Hee-soon và Ahn Bo-hyun. Bộ phim xoay quanh một người phụ nữ tham gia vào một băng đảng tội phạm rồi sau đó trở thành một cảnh sát ngầm để tìm hiểu về cái chết của cha cô. Ba trong tổng số tám tập phim đã được phát sóng tại Liên hoan phim Quốc tế Busan lần thứ 26 vào ngày 7 tháng 10 năm 2021. Phim được phát hành trên Netflix vào ngày 15 tháng 10 năm 2021.

## Nội dung
Sau khi người cha bị giết hại, một người phụ nữ vì muốn trả thù cho cha nên đã gia nhập và đặt niềm tin vào một ông trùm xã hội đen, rồi sau đó cô gia nhập lực lượng cảnh sát theo yêu cầu của ông trùm.

## Dàn diễn viên
- Han So-hee trong vai Yoon Ji-woo/Oh Hye-jin[6]

Thành viên của tổ chức xã hội đen Dongcheon gia nhập lực lượng cảnh sát với cái tên Oh Hye-jin để tìm cách trả thù cho người cha bị giết hại của mình.
- Park Hee-soon trong vai Choi Mu-jin

Ông trùm của tổ chức Dongcheon, nguồn cung ma túy lớn nhất Hàn Quốc. Ông tin tưởng Ji-woo đơn giản vì sức mạnh của sự tuyệt vọng của cô ấy. Ông là bạn thân nhất của cha Ji-woo.
- Ahn Bo-hyun trong vai Jeon Pil-do

Thám tử thuộc đơn vị điều tra ma túy Cảnh sát khu vực đô thị Inchang. Anh là đồng nghiệp của Hye-jin sau khi cô gia nhập đơn vị. Ban đầu anh không thích Jiwoo vì cô ấy đã phá hỏng một cuộc điều tra mà anh đã lên kế hoạch trong 6 tháng.
- Kim Sang-ho trong vai Cha Gi-ho

Người đứng đầu đơn vị điều tra ma túy của Cảnh sát khu vực đô thị Inchang, người đã thề sẽ triệt hạ tổ chức Dongcheon trước khi ông nghỉ hưu.
- Lee Hak-joo trong vai Jung Tae-ju

Thành viên của Dongcheon, anh là tay sai thân tín nhất của Mu-jin.
- Chang Ryul [ko] trong vai Do Gang-jae

Từng là thành viên của Dongcheon, anh thề sẽ trả thù tổ chức sau khi bị đuổi vì cố cưỡng hiếp Jiwoo sau khi anh thua cô trong một trận đấu.
- Yoon Kyung-ho [ko] trong vai Yoon Dong-hoon

Cha của Ji-woo, bạn thân của Mu-jin, cái chết của ông đã bắt đầu cho hành trình trả thù của Ji-woo.

## Sản xuất
Vào ngày 11 tháng 8 năm 2020 Netflix đã xác nhận thông qua một thông cáo báo chí rằng họ sẽ phân phối một loạt phim gốc Hàn Quốc được viết bởi nhà văn Kim Ba-da, chỉ đạo bởi đạo diễn Kim Jin-min, sản xuất bởi Studio Santa Claus Entertainment (tên tại thời điểm đó Fleet, nơi đã sản xuất các bộ phim như Lucky Romance, My Sassy Girl và Another Child) có tên là Undercover. Vào tháng 9 năm 2020, dàn diễn viên của bộ phim được xác nhận. Phim bắt đầu quay vào tháng 11 năm 2020 và kết thúc vào tháng 2 năm 2021.